# MT9
MT9 is een bestandsformaat voor audio dat zes gescheiden audiosporen bevat. Door deze afzonderlijke sporen is het mogelijk om muzikale instrumenten en (achtergrond)stemmen los van elkaar te regelen en te mixen.
Het formaat werd ontwikkeld door het Koreaanse Electronics and Telecommunications Research Institute (ETRI) en wordt gecommercialiseerd door het Zuid-Koreaanse bedrijf Audizen. Het bestandsformaat werd ontwikkeld in Oost-Azië vanwege de populariteit van karaoke.
MT9 werd in 2008 genoemd als mogelijke opvolger van het populaire bestandsformaat MP3, maar werd dit niet vanwege beperkingen in het bestandsformaat.